# Rudinilson Silva
Rudinilson Gomes Brito Silva (Bissau, 20 de agosto de 1994) é um futebolista guineense que atua como zagueiro.

## Carreira

### Categorias de base
Iniciou a carreira nas divisões de base do Sporting em 2010. No ano seguinte, foi para o rival Benfica, onde jogou até 2013.

### Profissionalização
Promovido ao time B do Benfica em 2013, Rudinilson estreou como atleta profissional em setembro de 2013, contra o Desportivo das Aves. Em sua única temporada pelas Águias, disputou 14 jogos
Em agosto de 2014, foi contratado pelo Lechia Gdańsk

### Seleção Guineense
Em julho de 2014, Rudinilson fez sua estreia pela Seleção da Guiné-Bissau, contra Botsuana. Antes, jogou nas seleções de base de Portugal entre 2012 e 2013.

## Títulos
Sporting
- Primeira Liga Juvenil: 2012